# Somdet Phra Nyanasamvara Suvaddhana
Somdet Phra Nyanasamvara oder Ñāṇasaṁvara (thailändisch สมเด็จพระญาณสังวร, RTGS Yanasangwon), Ordensname Suvaḍḍhana Mahāthera (สุวัฑฒโน, Suwatthano), bürgerlich Charoen Gajavatra (เจริญ คชวัตร, Khochawat; * 3. Oktober 1913 in der Provinz Kanchanaburi; † 24. Oktober 2013 in Bangkok) war ein thailändischer Theravada-buddhistischer Mönch und Religionsgelehrter. Von 1989 bis zu seinem Tod war er Oberster Mönchspatriarch Thailands (Saṅgharāja).

## Leben

### Kindheit
Charoen Gajavatra wurde im westthailändischen Kanchanaburi geboren. Seine Eltern hießen Noi und Kimnoi. Mütterlicherseits war er chinesischer und vietnamesischer Abstammung; sein Großvater väterlicherseits war ein hochrangiger Regierungsbeamter. Charoens Vater war zwei Jahre lang Mönch, entschied sich dann aber für ein weltliches Leben, wurde Beamter des Innenministeriums in Kanchanaburi und gründete eine Familie. Er starb, als seine drei Kinder (Charoen und zwei jüngere Brüder) noch sehr klein waren. Auch Charoen war als Kind sehr krank und seine Familie schwor, dass sie ihn zum Mönch weihen lassen würden, wenn er wieder gesund wird. Später spielte er oft „Mönch“, bastelte sich entsprechende Requisiten, imitierte religiöse Handlungen und hielt „Predigten“. Er besuchte fünf Jahre lang die Tempel-Grundschule im Wat Devasangharam in seinem Heimatort.

### Noviziat und Mönchtum
Mit 14 Jahren erfüllte er das frühere Gelübde seiner Mutter und Tante und ließ sich zum Novizen ordinieren. Bald darauf ging er nach Nakhon Pathom, um die Pali-Sprache zu studieren. Ab 1929 setzte er seine Ausbildung im Wat Bowonniwet in Bangkok fort. Dort erhielt er auch den geistlichen Namen Suvaḍḍhano, was „kultiviert“ bedeutet. Durch die Pali-Prüfung der vierten Stufe fiel er beim ersten Versuch durch, weil er sich nicht richtig vorbereitet hatte. Im Jahr darauf bestand er sie aber, ebenso wie die höchste Stufe der Dhamma-Studien. 1933 wurde er in seinem Heimatkloster Wat Devasangharam in Kanchanaburi zum Mönch (Bhikkhu) geweiht. Dort unterrichtete er an der neu eingerichteten Dhamma-Schule. Nach einer Vassa (Klausurzeit) kehrte er jedoch nach Bangkok in den Wat Bowonniwet zurück. Dort ließ er sich nach den Regeln des Thammayut-Ordens umweihen, wobei der Abt und spätere Oberste Mönchspatriarch Vajiranyanavangsa sein Präzeptor war. Obwohl er nun offiziell Wat Bowonniwet angehörte, reiste er noch zwei Jahre lang zwischen Bangkok und Kanchanaburi hin und her, um in seinem Heimatort weiter Dhamma zu unterrichten. 1941 bestand er die Pali-Prüfung der neunten und höchsten Stufe. Parallel studierte er unter anderem bei dem indischen Gelehrten Swami Satyananda Puri, lernte außerdem Sanskrit, Englisch, Deutsch, Französisch und etwas Chinesisch. Englisch beherrschte er fließend. Sein Präzeptor Vajiranyanavangsa riet ihm jedoch, es mit dem Studium und Sprachenlernen nicht zu übertreiben und lieber mehr zu meditieren.
Nach dem Inkrafttreten des neuen, „demokratischen“ Sangha-Gesetzes von 1941 wurde Suvaḍḍhano Mitglied des Sangha-Rats, einer Art Parlament der Mönchsgemeinde. Außerdem wurde er Direktor des Wat-Bowonniwet-Instituts, koordinierte also die Pali- und Dhamma-Ausbildung im Kloster. 1945 wurde er Richter am geistlichen Gericht und Mitglied des pädagogischen Rats der buddhistischen Mahamakut-Universität. Im Jahr darauf wurde er persönlicher Sekretär von Vajirayanavangsa, der inzwischen Oberster Patriarch (Saṅgharāja) geworden war und den er als sein Vorbild ansah. In dieser Zeit sammelte er Erfahrungen in der Leitung der buddhistischen Mönchsgemeinde, der religiösen Bildung, widmete sich aber auch der Vipassana-Meditation. In den folgenden Jahrzehnten wurden Suvaḍḍhano wiederholt neue, immer höhere Ehrentitel verliehen. Als der junge König Bhumibol Adulyadej im Jahr 1956 für zwei Wochen ins Kloster ging, fungierte Suvaḍḍhano als sein Tutor. 1960 wurde er nach dem damaligen Sangha-Gesetz zum Sanghamontri („geistlicher Minister“) für die landesweite Mission des Thammayut-Ordens ernannt.

### Abt
Im Jahr 1961 stieg er zum Abt des Wat Bowonniwet auf. Zugleich wurde er Leiter der Mahamakut-Universität, deren Hauptsitz sich auf dem Klostergelände befindet. In dieser Funktion ließ er die Lehrbücher für die Dhamma-Ausbildung ins Englische übersetzen, um sie auch ausländischen Novizen und Interessenten zugänglich zu machen. Außerdem ließ er den in Pali verfassten Kanon der Lehrreden des Buddha (tipitaka) mitsamt Kommentaren ins Thailändische übersetzen. Des Weiteren begründete er eine Abteilung für ausländische Bücher in der Mahamakut-Stiftung. Nachdem das Sangha-Gesetz im Jahr 1962 eine neue, strenger hierarchische Fassung erhalten hatte, wurde Suvaḍḍhano in den Mahathera-Samakhom (Ältestenrat) berufen. 1967 traf er erstmals Tenzin Gyatso, den 14. Dalai Lama des tibetischen Buddhismus, mit dem er in engen Austausch trat und der ihn als „außergewöhnlichen spirituellen Freund“ und „älteren Bruder“ ansah. 1971 hielt er gemeinsam mit dem späteren Ministerpräsidenten Kukrit Pramoj eine Vorlesung über die Grundlagen der thailändischen Kultur an der Thammasat-Universität. 
Der König erhob ihn 1972 zum Somdet Phra Nyanasamvara, diesen Titel hatte zuvor 150 Jahre lang kein Mönch mehr getragen. Er soll seine besondere Stärke in der Vipassana (Einsicht) reflektieren. Ab 1976 lehrte er Samatha- und Vipassana-Meditation an der Kasetsart-Universität. Als Kronprinz Maha Vajiralongkorn 1978 für 15 Tage Mönch wurde, war er – wie schon bei dessen Vater – sein persönlicher Betreuer und Ratgeber. 

### Patriarch
Als er 1989 zum Obersten Mönchspatriarchen geweiht wurde, behielt er seinen besonderen Namen bei und nahm nicht den Titel Ariyawongsakhatayan an, den seine Vorgänger in dieser Position getragen hatten. Neben Wat Bowonniwet, dem er weiter als Abt vorstand, gründete er Wat Yannasangwararam in der Provinz Chon Buri (südlich von Pattaya), wo vertieft Meditationstechniken aus der thailändischen Waldtradition praktiziert werden. Als Patriarch trieb er außerdem den Bau von Schulen, Krankenhäusern und Tempeln in ländlichen Gebieten sowie die Gründung von Wats für thailändische Emigranten im Ausland voran. Somdet Phra Nyanasamvara wird als Traditionalist charakterisiert, der sich aber mit der Entwicklung und Modernisierung der Gesellschaft auseinandersetzte. Er wird außerdem als sehr bescheiden und großzügig charakterisiert. So gab er Almosen, die in seine Schale gelegt wurden, an Novizen weiter, denen weniger gespendet worden war. Geldspenden lehnte er – anders als manche thailändische Mönche – grundsätzlich ab.
Aufgrund seines schlechten Gesundheitszustands konnte der Patriarch ab 1999 die Sitzungen des Sangha-Rats nicht mehr leiten. Ab 2002 war er in ständiger Behandlung im Chulalongkorn-Krankenhaus. Da er sein Amt faktisch nicht mehr ausüben konnte, wurde 2003 ein spezieller Ausschuss eingerichtet, der die Aufgaben des Patriarchen übernahm. 2005 setzte die Regierung von Thaksin Shinawatra Somdet Phra Phutthachan (Somdet Kiao), den Abt des Wat Saket vom Mahanikai-Orden, als amtierenden Obersten Patriarchen ein, während Somdet Phra Nyanasamvara formell weiterhin Oberster Patriarch war. Das löste den Protest des populären Waldmönchs Ajahn Maha Bua aus, der reklamierte, es dürfe nicht zwei Patriarchen geben. 
Somdet Phra Nyanasamvara starb drei Wochen nach seinem hundertsten Geburtstag. Die Regierung von Yingluck Shinawatra verlängerte die beim Tod eines Obersten Mönchspatriarchen übliche 15-tägige Staatstrauer auf dreißig Tage.

## Werke (Auswahl)
Die Veröffentlichungsliste des Somdet Phra Nyanasamvara umfasst mehr als 150 Titel, darunter zahlreiche Artikel in Dhamma Chakshu, der Zeitschrift der buddhistischen Mahamakut-Rajavidyalaya-Stiftung sowie weiteren Zeitschriften und Sammelbänden. Zu seinen wichtigsten Werken zählen:
- Principle of Buddhism, 1959
- Forty-five years of the Buddha, 1961
- Solasa Panha („sechzehn Fragen“), 1981
- The Characteristics of Buddhism, 1983
- Sammaditthi or Right View as Explained by Venerable Sariputta Thera, 1984
- Dasaparami and Dasarajadhamma, 1987